# العلاقات العراقية السويسرية
العلاقات العراقية السويسرية هي العلاقات الثنائية التي تجمع بين العراق وسويسرا.

## مقارنة بين البلدين
هذه مقارنة عامة ومرجعية للدولتين:
| وجه المقارنة                                              | العراق                       | سويسرا                                                                                      |
| --------------------------------------------------------- | ---------------------------- | ------------------------------------------------------------------------------------------- |
| المساحة (كم2)                                             | 437.07 ألف                   | 41.28 ألف                                                                                   |
| عدد السكان (نسمة)                                         | 38.27 مليون                  | 8.21 مليون                                                                                  |
| الكثافة السكانية (ن./كم²)                                 | 87.56                        | 198.89                                                                                      |
| العاصمة                                                   | بغداد                        | برن                                                                                         |
| اللغة الرسمية                                             | اللغة العربية، اللغة الكردية | اللغة الألمانية، اللغة الإيطالية، لغة فرنسية، اللغة الرومانشية، الألمانية السويسرية الموحدة |
| العملة                                                    | دينار عراقي                  | فرنك سويسري                                                                                 |
| الناتج المحلي الإجمالي (بليون دولار)                      | 197.72 مليار                 | 678.89 مليار                                                                                |
| الناتج المحلي الإجمالي (تعادل القوة الشرائية) بليون دولار | 560.73 مليار                 | 518.07 مليار                                                                                |
| الناتج المحلي الإجمالي الاسمي للفرد دولار أمريكي          | 4.94 ألف                     | 80.94 ألف                                                                                   |
| الناتج المحلي الإجمالي للفرد دولار أمريكي                 | 15.06 ألف                    | 59.54 ألف                                                                                   |
| مؤشر التنمية البشرية                                      | 0.654                        | 0.930                                                                                       |
| رمز المكالمات الدولي                                      | +964                         | +41                                                                                         |
| رمز الإنترنت                                              | .iq                          | .ch، .swiss ‏                                                                                |
| المنطقة الزمنية                                           | ت ع م+03:00، ت ع م+04:00     | توقيت وسط أوروبا، ت ع م+01:00، ت ع م+02:00، أوروبا/زيورخ ‏                                   |

## منظمات دولية مشتركة
يشترك البلدان في عضوية مجموعة من المنظمات الدولية، منها:
| علم المنظمة | اسم المنظمة                        | تاريخ انضمام العراق | تاريخ انضمام سويسرا |
| ----------- | ---------------------------------- | ------------------- | ------------------- |
|             | مؤسسة التمويل الدولية              | 27 ديسمبر 1956      | 29 مايو 1992        |
|             | منظمة حظر الأسلحة الكيميائية       | ?                   | ?                   |
|             | يونسكو                             | 21 أكتوبر 1948      | 28 يناير 1949       |
|             | الاتحاد الدولي للاتصالات           | 12 نوفمبر 1928      | 1866                |
|             | الأمم المتحدة                      | 21 ديسمبر 1945      | 10 سبتمبر 2002      |
|             | منظمة الشرطة الجنائية الدولية      | ?                   | ?                   |
|             | البنك الدولي للإنشاء والتعمير      | 27 ديسمبر 1945      | 29 مايو 1992        |
|             | الاتحاد البريدي العالمي            | ?                   | ?                   |
|             | مؤسسة التنمية الدولية              | 29 ديسمبر 1960      | 29 مايو 1992        |
|             | وكالة ضمان الاستثمار متعدد الأطراف | 6 أكتوبر 2008       | 12 أبريل 1988       |

## أعلام
هذه قائمة لبعض الشخصيات التي تربطها علاقات بالبلدين:
- سليم مطر (مؤرخ عراقي، 1956 – )
- سمير (29 يوليو 1955[22][23] – )

## وصلات خارجية
- موقع وزارة الخارجية العراقية
- موقع وزارة الخارجية السويسرية